# Плетуха лісова
Плетуха лісова (Calystegia silvatica) — вид рослини родини берізкові.

## Назва
В англійській мові має назву «гігантська берізка» (англ. giant bindweed).

## Будова
В'юнка багаторічна рослина з стеблом до 5 м. Листя серцеподібне до 15 см. Воронкоподібні білі квіти з'являються від весни до осені. Як і в інших видів цієї родини квіти відкриваються вранці та закриваються вночі.

## Поширення та середовище існування
Зростає у Євразії та Північній Америці. Інвазивний вид в Австралії та Новій Зеландії.

## Практичне використання
Вирощується як декоративна рослина. Проте через здатність сильно розростатися не популярна.

## Галерея

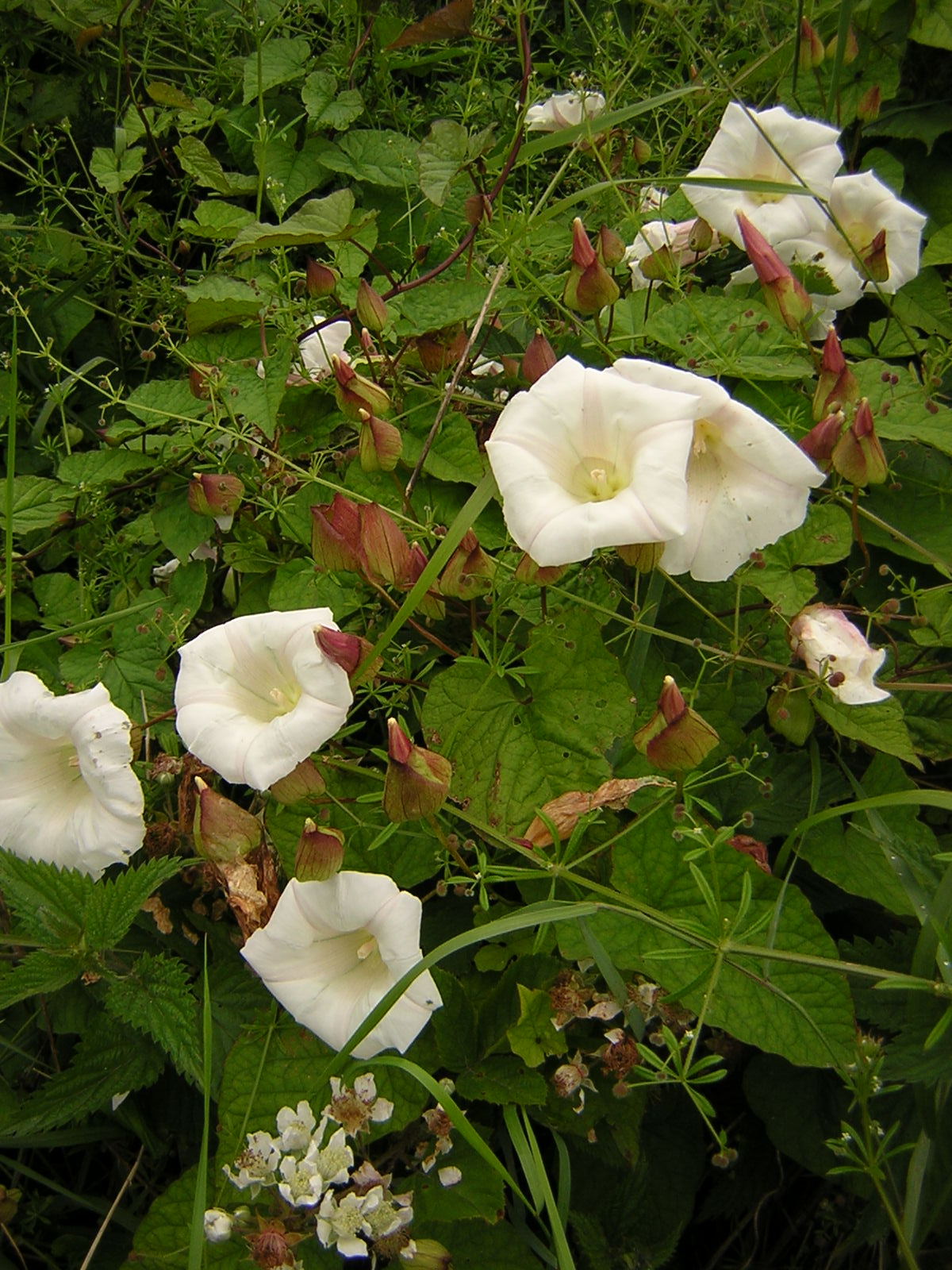
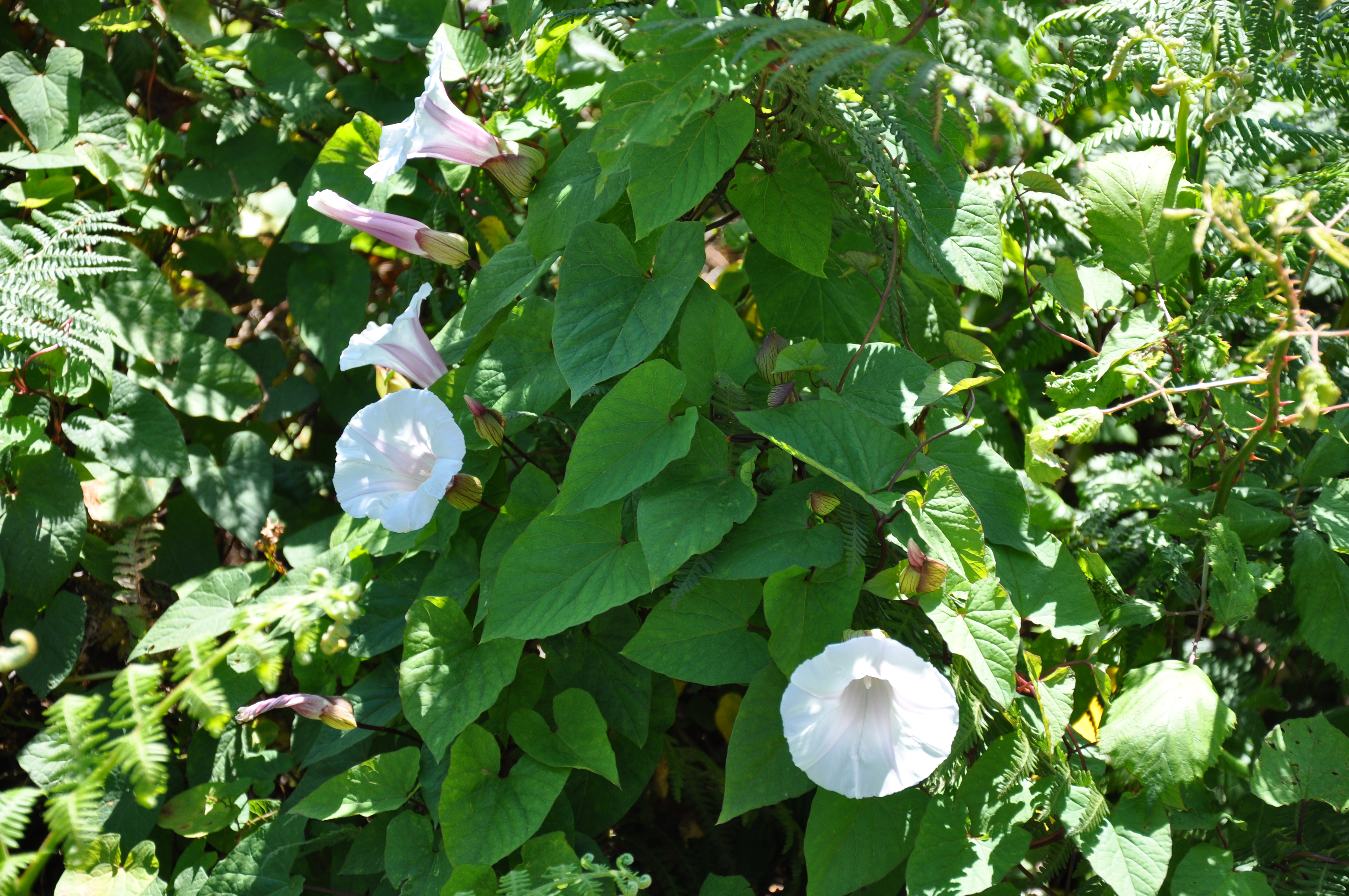
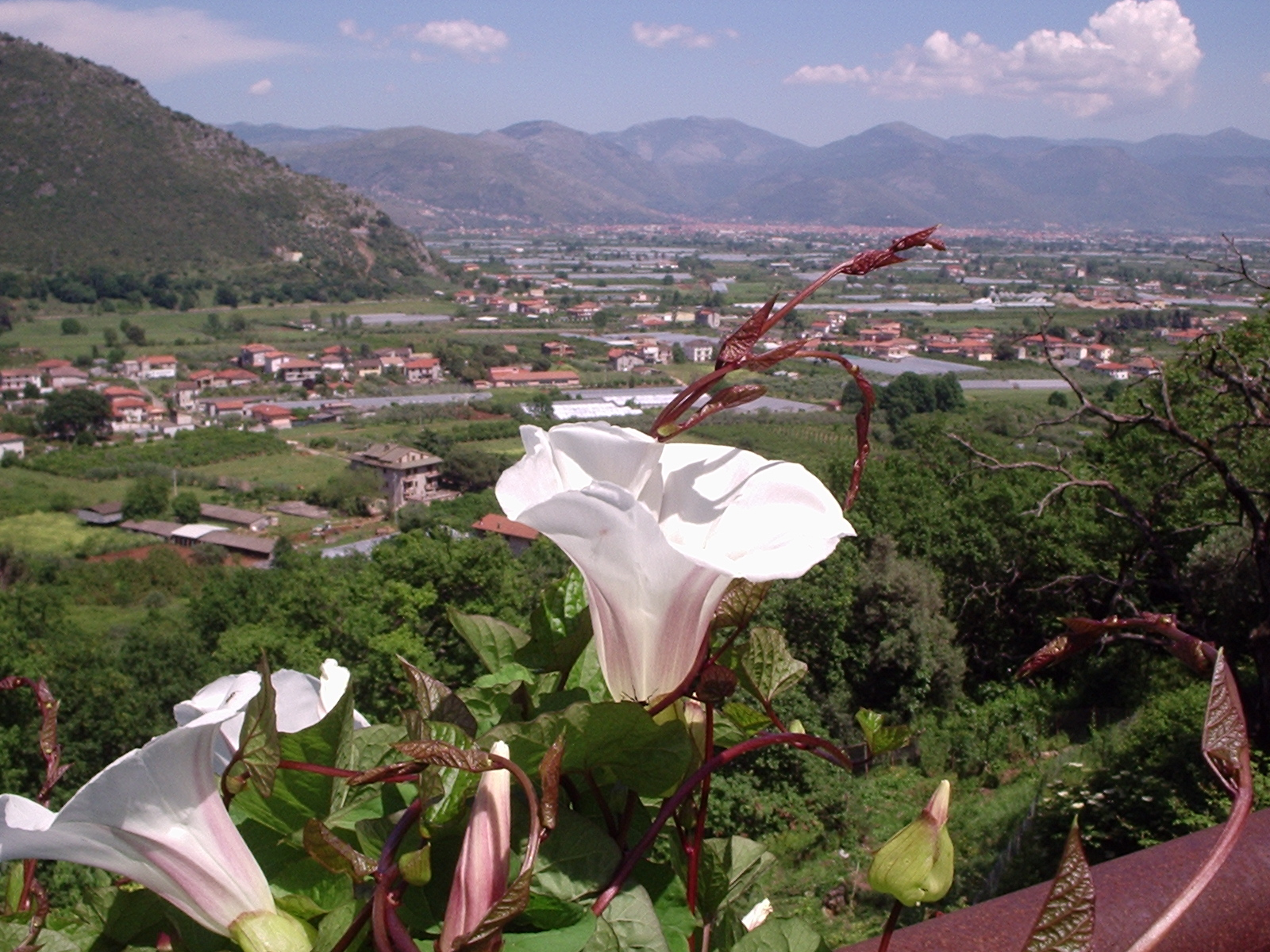